# اچ‌ام‌اس بدهام (ام۲۶۰۶)
اچ‌ام‌اس بدهام (ام۲۶۰۶) (به انگلیسی: HMS Bedham (M2606)) یک کشتی بود که طول آن ۱۰۰ فوت (۳۰ متر) بود. این کشتی در سال ۱۹۵۳ ساخته شد.